# Amathia composita
Amathia composita is een mosdiertjessoort uit de familie van de Vesiculariidae. De wetenschappelijke naam van de soort is, als Bowerbankia composita, voor het eerst geldig gepubliceerd in 1955 door Kluge.